# Швейц, Дайна Викторовна
Дайна Викторовна Швейц (в девичестве Мелленберга; род. 28 июля 1939, Рига, Латвия) — советская гребчиха, четырёхкратная чемпионка Европы в классе двоек парных (1963—1965, 1967). Трёхкратная чемпионка СССР (1963, 1964, 1967). Заслуженный мастер спорта СССР (1965). Судья международной категории (1977).

## Биография
В 1965 году окончила Рижский политехнический институт.
В 1970 году избиралась членом женского комитета Международной федерации гребного спорта.
С 1970 по 1990 год работала научным сотрудником Института неорганической химии Академии наук Латвийской ССР. Кандидат химических наук (1974).
В период с 1988 по 1992 год являлась вице-президентом Олимпийского комитета Латвии.
В 1992—1996 годах занимала должность председателя Комитета по физической культуре и спорту Латвии.
С 1993 по 2005 год руководила международным отделом Латвийской академии наук.